# Wonnegauviertel

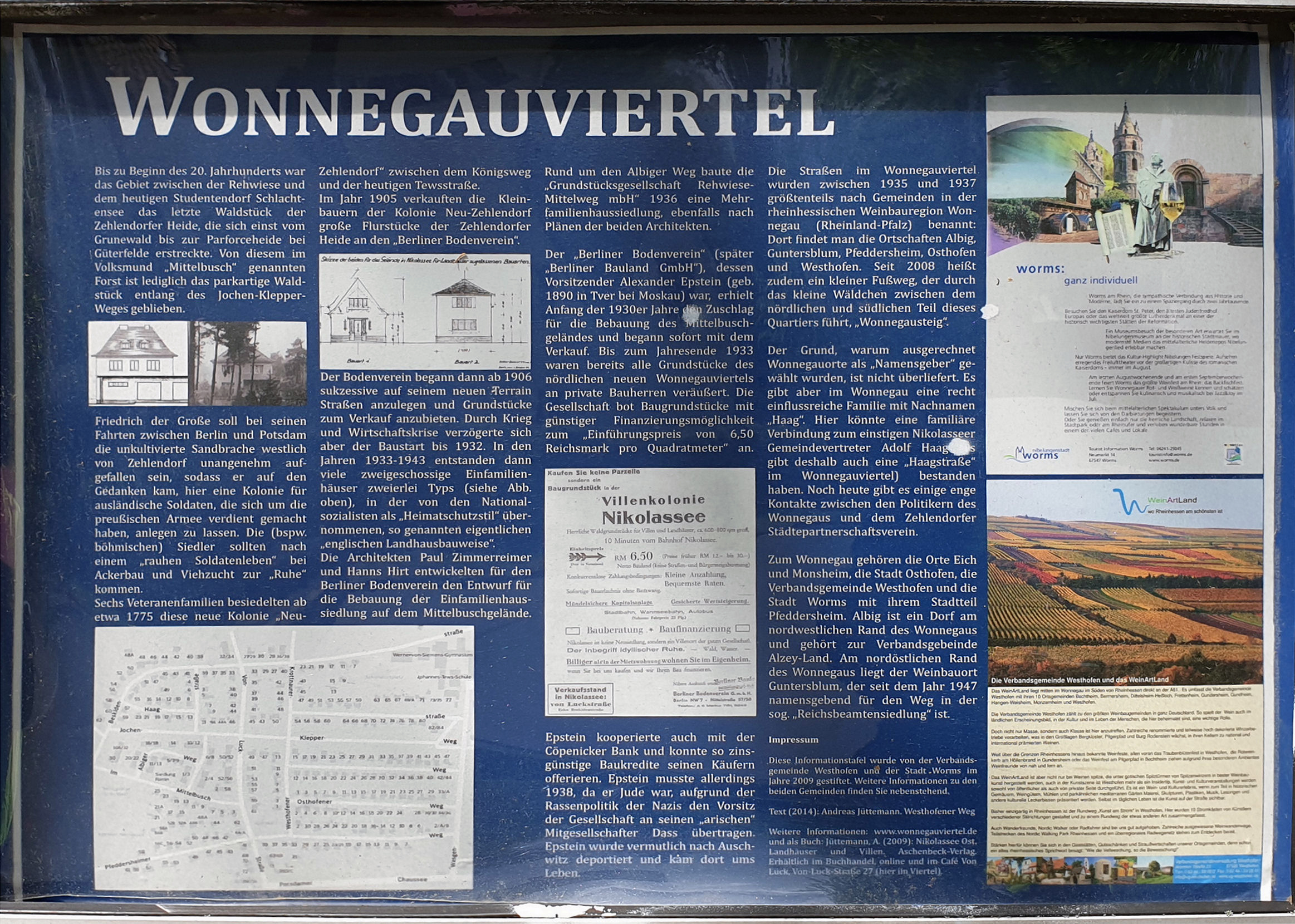
Gedenktafel am Pfeddersheimer Weg/Von-Luck-Straße, in Berlin-Nikolassee

Das Wonnegauviertel ist eine in den 1930er Jahren erbaute Einfamilienhaussiedlung im Berliner Ortsteil Nikolassee, der heute zum Bezirk Steglitz-Zehlendorf gehört (damals: Bezirk Zehlendorf). Namensgebend hierfür ist der Wonnegau, ein rheinhessisches Weinbaugebiet, nach dessen Orten (Westhofen, Osthofen, Pfeddersheim und Albig) auch die Straßen des Viertels benannt sind. Im Wonnegauviertel leben heute rund 2800 Menschen.

## Impressionen

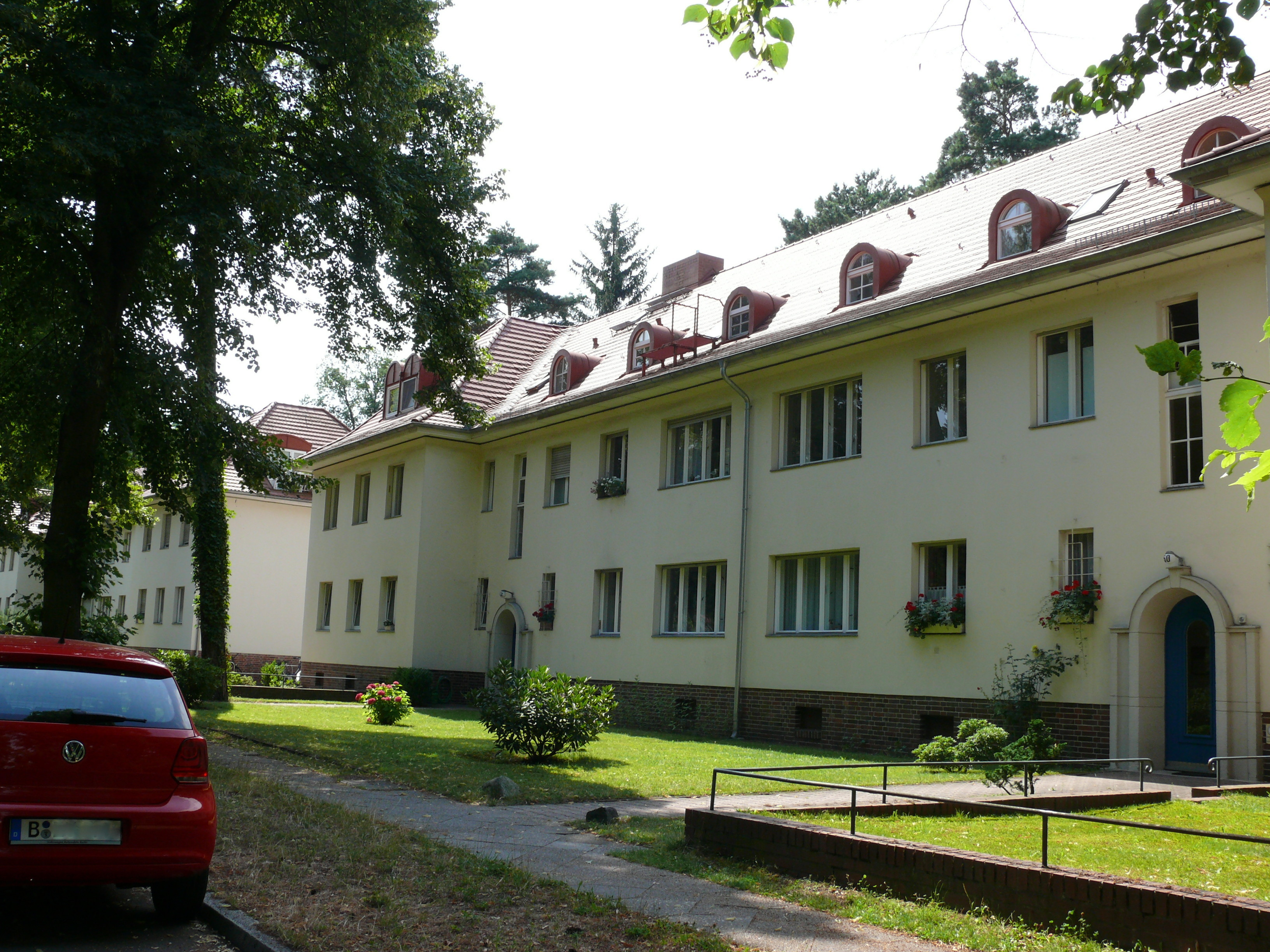
Von-Luck-Straße
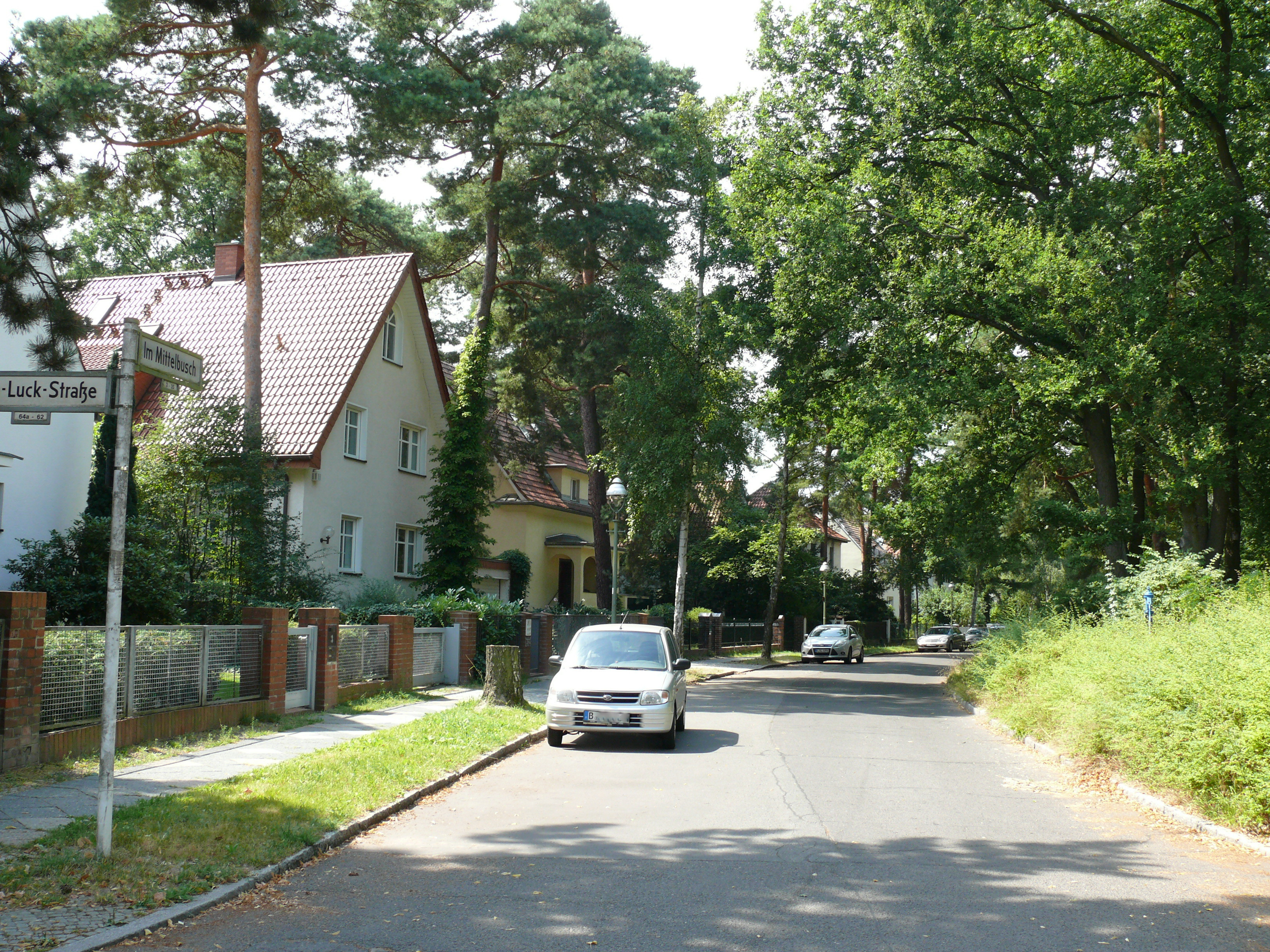
Im Mittelbusch
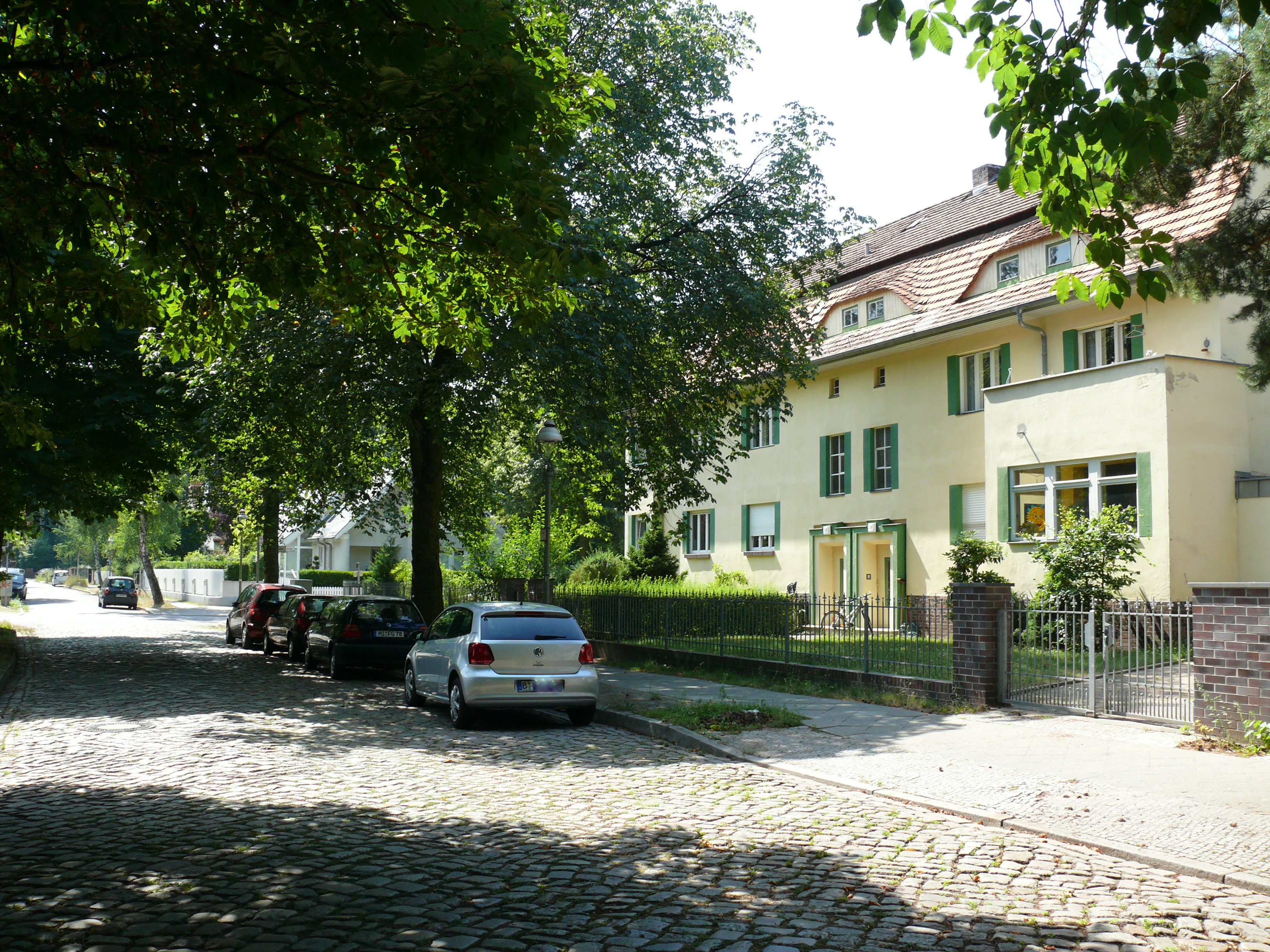
Krottnaurerstraße
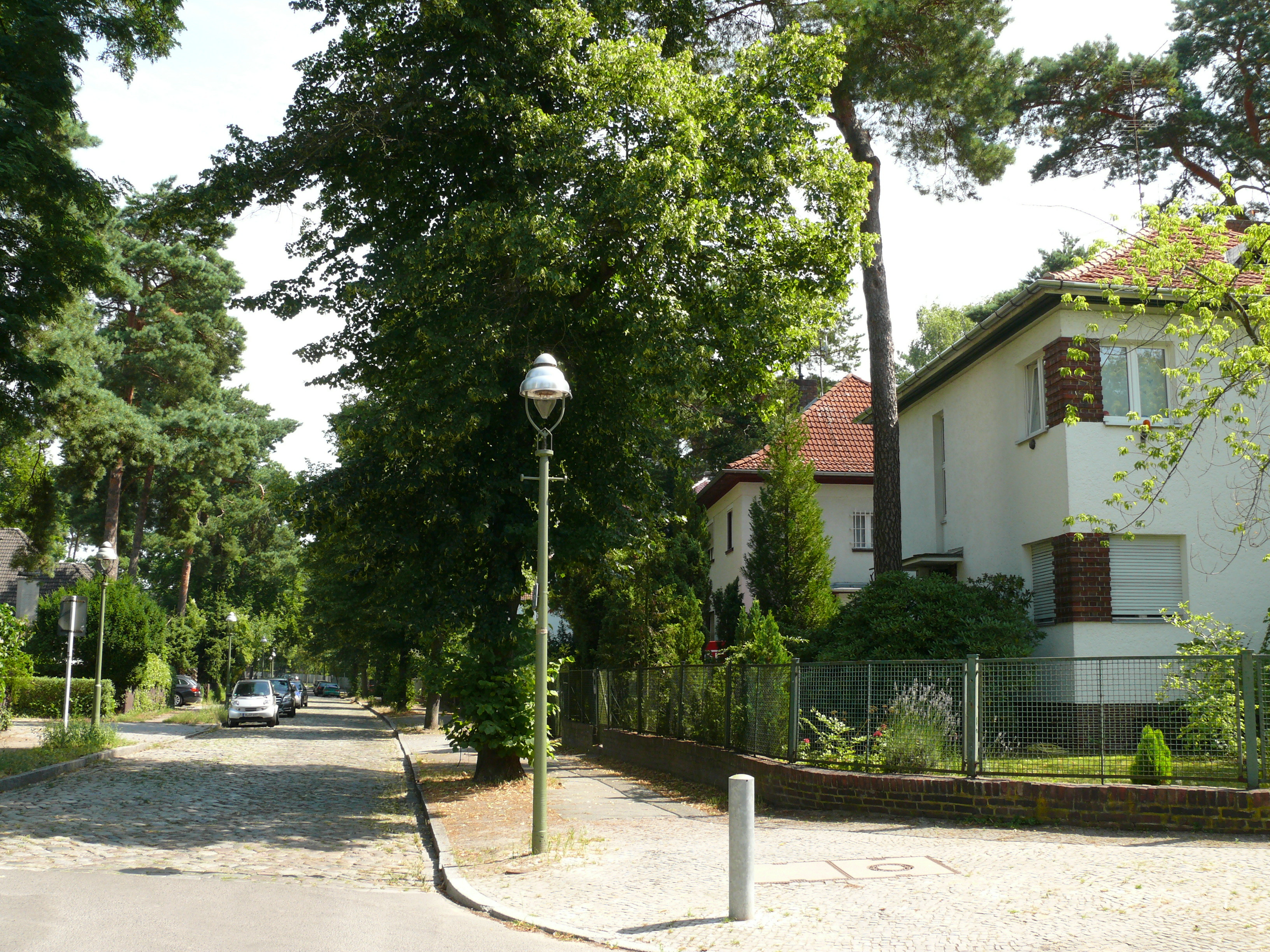
Beskidenstraße
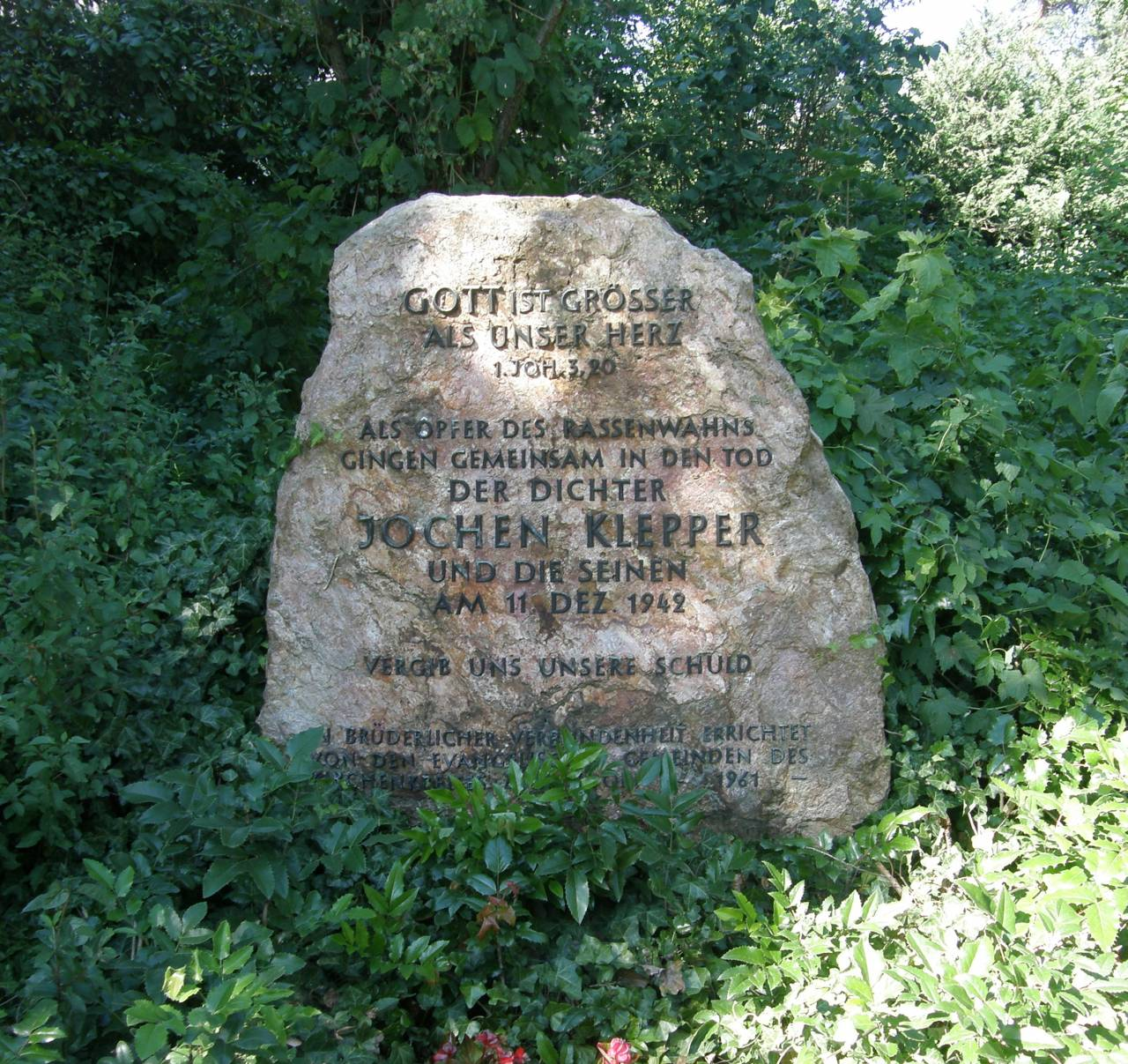
Gedenkstein für Jochen Klepper